# Heinz Preuß
Heinz Preuß (* 1939/1940) ist ein ehemaliger deutscher Trainer im Wasserspringen.

## Leben
Preuß, der als Wasserspringer 1956 Bronze bei der Jugendmeisterschaft der Deutschen Demokratischen Republik gewann, schloss 1970 sein Studium an der Deutschen Hochschule für Körperkultur (DHfK) in Leipzig mit der Diplomarbeit „Entwicklungstendenzen und technische Merkmale bei Abgängen von Turngeräten mit Drehungen um die Längs- und Breitenachse. dargestellt an den Geräten Barren, Reck und Ringe“ ab.
Er arbeitete als Turntrainer und kam 1975 zum Wasserspringen zurück. Er trainierte in Halle zunächst Jugendliche. Da er eigenen Angaben nach Verwandte in der BRD hatte, wurde ihm verweigert, seine Schützlinge zu Wettkämpfen ins Ausland zu begleiten.
Im Zeitraum 1986 bis 1990 war Preuß Wassersprungcheftrainer im SC Chemie Halle. Er war Trainer am Bundesstützpunkt und Landesleistungszentrum Wasserspringen in Halle. 2003 ging er zunächst in Rente, kehrt aber später zurück, ehe er Ende 2017 im Alter von 78 Jahren seine dortige Tätigkeit beendete. Von 1994 bis 2011 hatte er das Amt des Landessprungwarts Sachsen-Anhalt inne.
Heinz Preuß trainierte Christoph Bohm, Katja Dieckow und Florian Fandler.

## Ehrungen
1999 wurde ihm vom Deutschen Schwimmverband die Ehrennadel in Silber verliehen, zudem wurde sein Name ins Ehrenbuch des  Landesschwimmverbandes Sachsen-Anhalt eingetragen.